# 马尔希河畔昂格恩
马尔希河畔昂格恩（德語：Angern an der March）是奥地利下奥地利州根瑟恩多夫县的一个市镇。总面积38.13平方公里，总人口3289人，人口密度86.3人/平方公里（2005年）。